# Эрылмаз, Фазли
Фазли Эрылмаз (тур. Fazlı Eryılmaz, род. 1 января 1997) — турецкий борец вольного стиля, призёр чемпионата мира и Кубка мира по борьбе.

## Биография
Родился в 1997 году. С 2014 года принимает участие в международных соревнованиях по борьбе. 
На индивидуальном Кубке мира в 2020 году, который проходил в Белграде, в весовой категории до 74 кг завоевал бронзовую медаль. Это стало первым столь крупных успехом на больших международных турнирах. 
В апреле 2021 года на чемпионате Европы в Варшаве, турецкий спортсмен в категории до 74 кг занял итоговое 11-е место. Это было его дебютное выступление на континентальном первенстве.
В 2021 году на чемпионате мира, который проходил в октябре в норвежской столице, стал бронзовым призёром в весовой категории до 74 кг. В четвертьфинале уступил американскому борцу Кайлу Дэйку, но через утешительные бои добрался до своего первого подиума на чемпионатах мира.